# Zamek Loppem
Zamek Loppem (nid. Kasteel van Loppem) – neogotycki zamek znajdujący się w Loppem, w Regionie Flamandzkim w Belgii.

## Historia
W 1856 roku baron Charles van Caloen wraz z żoną – hrabiną Saviną de Gourcy Serainchamps, zlecili angielskiemu architektowi Edwardowi Welby'emu Puginowi budowę nowego zamku. Zadania tego podjął się ponad trzy lata później Jean Bethune. Architekt nadał zamkowi flamandzki charakter, wpisujący się w dominujący wówczas styl neogotycki. 
Pod koniec 1917 roku, podczas I wojny światowej, zamek został zajęty przez niemieckiego generała oraz jego sztab. Po wycofaniu się Niemców (od 24 października do 25 listopada 1918 roku) zamek stał się rezydencją Alberta I Koburga. 
W 1940 roku w zamku zamieszkał Jean, drugi syn Alberta. Podczas II wojny światowej zamek pełnił funkcję koszarów. Zamek przetrwał niemal w niezniszczonym stanie – jedynie kilka witraży zostało zniszczonych przez bombę. W 1949 roku, w miejscu psich bud, zniszczonych podczas II wojny światowej, architekt Luc Viérin zaprojektował bibliotekę. 
W 1951 roku utworzono organizację non-profit „Fondation van Caloen à Loppem”, która miała zarządzać całym obiektem. W 1953 roku Jean i jego syn Roland przekazali zamek i jego zawartość organizacji non-profit, a jako swoją rezydencję wykorzystywali bibliotekę. Jean zmarł w 1972 roku, a wtedy stanowisko prezesa objął Roland, który zmienił nazwę na „Stichting Jean van Caloen”. Wtedy także nastąpiło otwarcie dla zwiedzających – najpierw parku w 1974 roku, a następnie zamku w 1975 roku. W 1985 roku zamek i park zostały wpisane na listę zabytków chronionych i chronionego krajobrazu. W latach 90. XX wieku i na początku XXI wieku przeprowadzono prace konserwacyjne i restauracyjne w zamku i budynkach gospodarczych. 

## Architektura
Kompleks zamkowy obejmuje zamek wraz z parkiem i szkołą. Zamek dookoła otoczony jest fosami i stawem, a do jego wejścia prowadzi brama i most. Za murami obronnymi, po stronie zachodniej, znajduje się otoczony murem ogród warzywny, a po stronie wschodniej stajnie, ujeżdżalnia i biblioteka, zgrupowane w jednym miejscu wokół dziedzińca. Dalej stoi XVIII-wieczny dom wiejski.
Zamek utrzymany jest w stylu neogotyckim, typowym dla flamandzkich budowli. Neogotycki styl zamku inspirowany jest późnogotyckimi budynkami z Brugii (w tym Pałacem Gruuthuse), który charakteryzuje się zastosowaniem ciągłych przęseł pod łukami okrągłymi lub ostrymi. Arkady zdobią łuki trójlistne, a attyki – podwójne łuki ostre. Okna prostokątne z oknami krzyżowymi i oknami trójdzielnymi. Dachy dekorują ceglane lukarny zdobione żabkami oraz drewniane lukarny z iglicą na wiatrołapie.
Plan piętra odzwierciedla różnorodne funkcje budynku. Z jednej strony znajduje się tzw. korpus logiczny (corps de logis) z pomieszczeniami reprezentacyjnymi, z drugiej strony tzw. małe pomieszczenia (kleinkwartier) z pomieszczeniami mieszkalnymi i służbowymi. Pomiędzy nimi znajdują się kaplica, biura i klatka schodowa dla służby.

## Kolekcja
Zamek Loppem słynie z bogatej kolekcji malarstwa holenderskiego i flamandzkiego. Znajdują się tam również liczne meble, rzeźby, witraże, tkaniny, ceramika i biżuteria.
Zbiory pochodzą od średniowiecza do XX wieku. Kolekcję rozpoczął Charles van Caloen i Savina de Gourcy Serainchamps, którzy nabywali wszelkiego rodzaju dzieła sztuki i antyki, aby ozdobić swój zamek. Największym kolekcjonerem był jednak ich wnuk Jean van Caloen. Oprócz obrazów i rzeźb, nabywał on średniowieczne rękopisy, rysunki mistrzów, grafiki i inkunabuły, jak również kość słoniową, alabaster, ceramikę, a nawet formy do pieczenia. Jego syn Roland van Caloen był również kolekcjonerem, zwłaszcza cennych opraw oraz dzieł sztuki azjatyckiej i afrykańskiej.

## Galeria

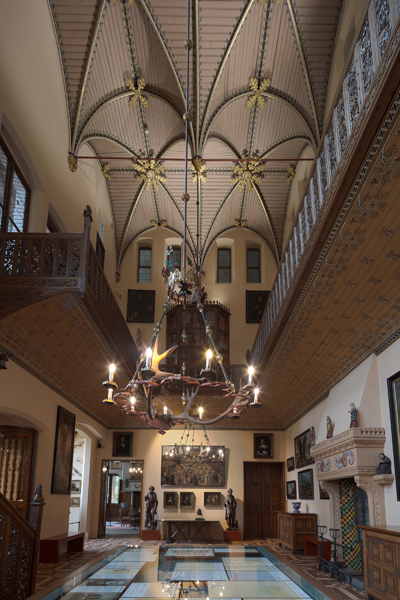
Hol wejściowy
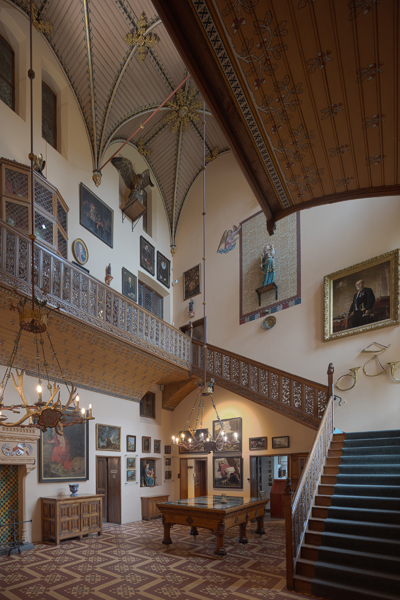
Schody
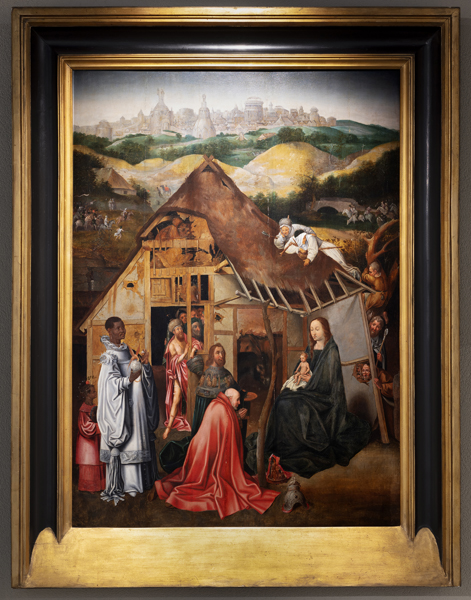
Pokłon Trzech Króli (XVI w.)
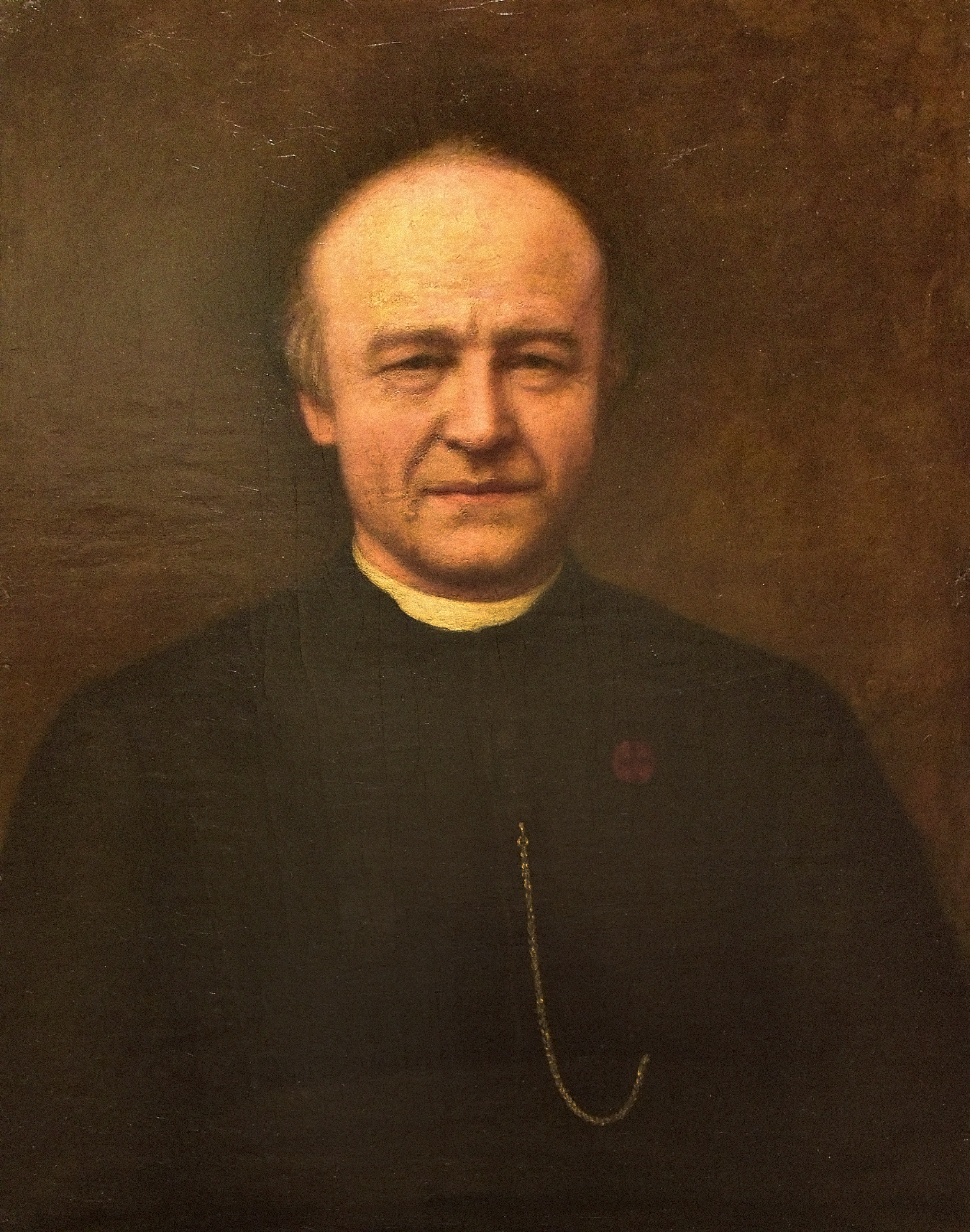
Guido Gezelle – Gustave Léonard de Jonghe
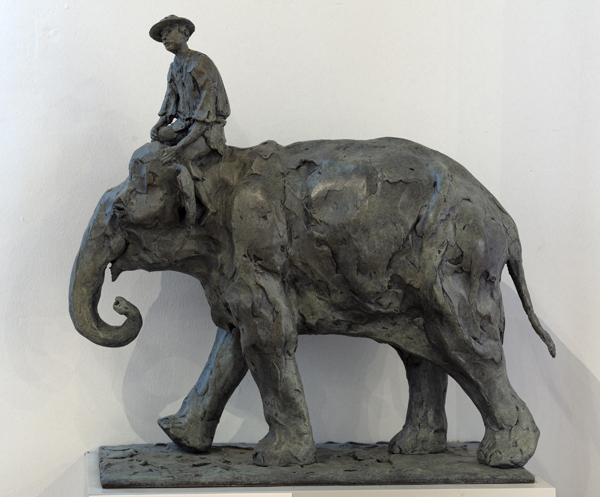
Słoń – Cécile Kruyfhooft